# قره‌کمر (آلماتی)
قره‌کمر (به قزاقی: Karakemer) یک منطقهٔ مسکونی در قزاقستان است که در استان آلماتی واقع شده‌است.